# وادي أبو جميل
وادي أبو جميل، حي يقع في منطقة وسط بيروت، كانت من مناطق تمركز الجالية اليهودية في بيروت سابقاً. تضم المطقة كنيساً كبيراً يدعى كنيس ماغين أبراهام.

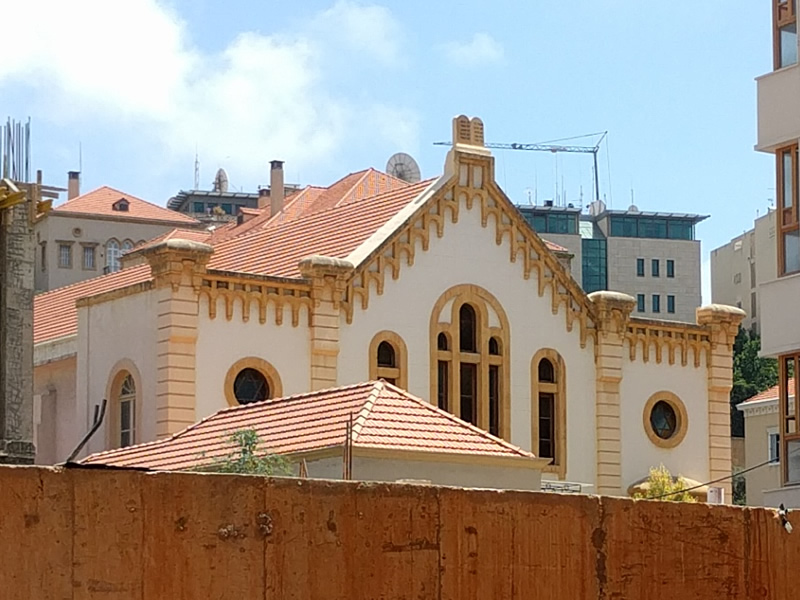
كنيس ماغين ابراهام